# Minicreagris pumila
Minicreagris pumila är en spindeldjursart som först beskrevs av William B. Muchmore 1969.  Minicreagris pumila ingår i släktet Minicreagris och familjen helplåtklokrypare. Inga underarter finns listade i Catalogue of Life.